# Auguste Marmont
Auguste-Frédéric-Louis Viesse de Marmont, vévoda z Ragusy (20. července 1774, Châtillon-sur-Seine – 2. března 1852, Benátky), byl francouzský maršál.

## Život

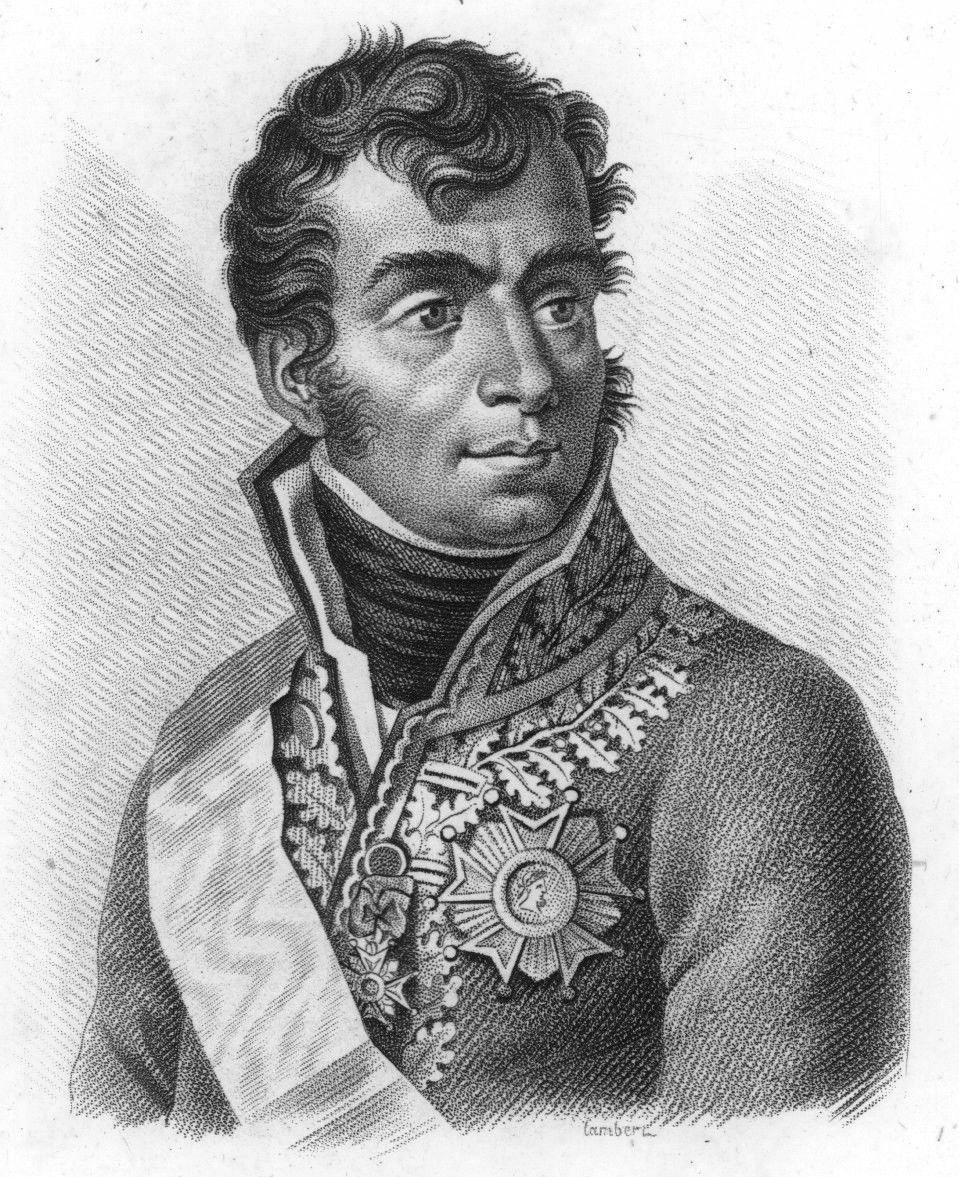
Auguste-Frédéric-Louis Viesse de Marmont, vévoda z Ragusy (1774–1852), francouzský generál a maršál Francie

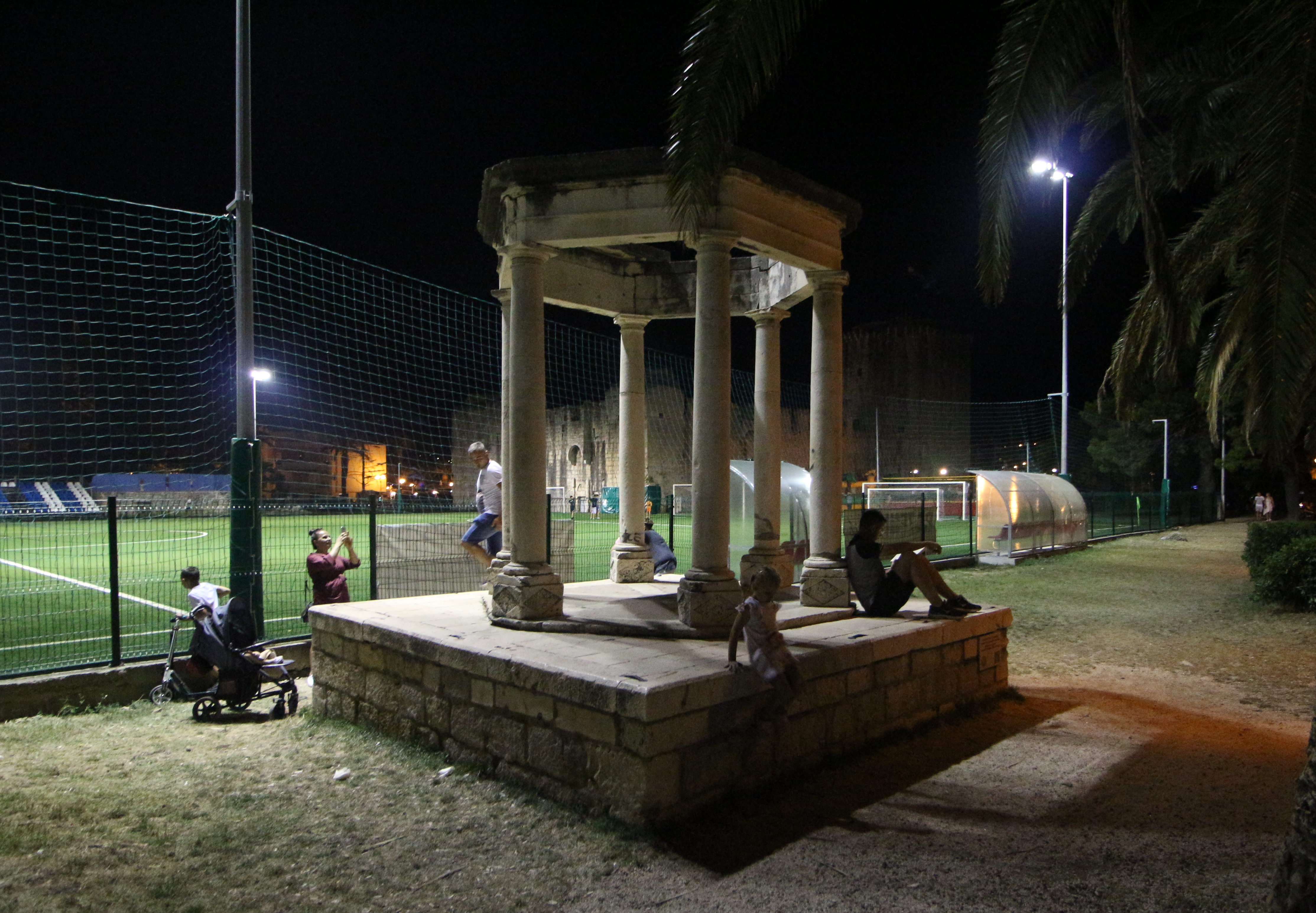
Gloriet maršála Marmonta v dalmatském Trogiru

Tento syn šlechtického armádního důstojníka vstoupil v 15 letech jako podporučík do pěchoty, ale brzy přešel k dělostřelectvu. Při obléhání Toulonu se roku 1793 seznámil s Napoleonem Bonaparte a byl jím okouzlen. Roku 1796 byl jmenován Bonapartovým adjutantem v prvním italském tažení. Významně přispěl k vítězství u Castiglione. Jako plukovník velel brigádě v egyptském tažení a v hodnosti brigádního generála se vrátil roku 1799 zpět do Francie.
Podpořil převrat 18. brumairu (listopad 1799) a byl poté jmenován členem Státní rady. V druhém Bonapartově italském tažení roku 1800 velel armádní artilerii a po bitvě u Marenga byl jmenován divizním generálem. Poté sloužil jako armádní velitel v Nizozemí a roku 1805 táhl s vojskem přes Rýn do Rakouska. Po uzavření bratislavského míru byl poslán s armádním sborem do Dalmácie k zajištění Dubrovnické republiky a Černé Hory proti Rusům, přičemž je bránil do roku 1809. Pozdvihl hospodářství země, nechal vybudovat pevné silnice (první v zemi) a byl odměněn titulem vévody z Ragusy (Ragusa je italský název pro Dubrovník).
Den po skončení bitvy u Wagramu 7. července 1809, kde se vyznamenal, mu bylo svěřeno velení armády. Záhy poté napadl Rakušany v bitvě u Znojma (10. července 1809). Ta však byla přerušena vyhlášením příměří, aby se Marmont konečně dočkal vytoužené hodnosti maršála císařství. Následně byl jmenován generálním guvernérem Ilýrie a po 18 měsících jej císař pověřil velením armády v Portugalsku místo neúspěšného generála Massény. Marmont však byl Wellingtonem v bitvě u Salamanky (22. července 1812) poražen a utrpěl střelné poranění pravé paže.
Počátkem roku 1813 se ujal velení VI. sboru v Sasku; v bitvě u Lipska vynikl aktivním velením a rázným postupem proti Blücherovi. Při ústupu z bitvy vyčerpanou Velkou armádu napadlo spojené bavorsko-rakouské vojsko pod velením Wredeho – bitva u Hanau. Mimo jiné i Marmontovým zásahem byla bitva pro Francouze vítězná a cesta do Francie uvolněna.
V tažení roku 1814 byl Marmont opět v čele sboru a velel obraně Paříže. Všechny naděje Napoleonovy na úspěšná jednání a zabránění Bourbonům v převzetí moci se zhroutily na základě tajné dohody Marmonta s generálem Schwarzenbergem, podle které vydal Paříž bez boje spojencům. Od té doby existuje ve francouzštině výraz „RAGUSER“ (podle Ragusa – viz vévodský titul Marmonta), což je synonymum pro „zradit“.

### Restaurace Bourbonů a následný exil
Po Napoleonově emigraci na Elbu jej Ludvík XVIII. odměnou za jidášské služby potvrdil v jeho dosavadních hodnostech a jmenoval jej pairem a kapitánem tělesné gardy. Dne 20. března 1815 po jmenování velitelem palácové posádky doprovázel krále na jeho útěku do Gentu. Během Sta dní Napoleon Marmonta vyškrtl ze seznamu maršálů, ale po návratu Bourbonů mu opět byly tituly vráceny.
V roce 1826 byl Marmont mimořádným vyslancem v Petrohradě s blahopřejným poselstvím k nástupu Mikuláše I. na carský trůn.
Po návratu z Ruska žil převážně na svých statcích u Châtillonu, kde též založil velké železárny. Poté jen občas zajížděl do Paříže, kde býval známým řečníkem v Horní komoře.
Král Karel X. jej v nouzi 26. července 1830 jmenoval velitelem 1. divize s úkolem pacifikace nepokojů. Marmontova snaha o potlačení povstání byla neúspěšná: večer 29. července 1830 Marmont se 6000 Švýcarů a zbytky praporů věrných monarchii vyklidil Paříž. Poté následoval Karla X. do exilu. Později podnikl cesty do Velké Británie, Španělska, Ruska a Turecka. Poslední léta života prožil ve Vídni a Benátkách. Roku 1852 se pokusil o spojení francouzských legitimistů a Orléanistů.
Zemřel bez potomků v Benátkách. Byl pohřben ve svém rodném městě. Marmont byl velmi vzdělaný muž jemných mravů. Statečný voják, který však zcela postrádal strategické schopnosti. Na jeho jménu navždy zůstalo Kainovo znamení „raguséra“.